# Finnslätten
Finnslätten är en stadsdel och ett industriområde i Västerås. Området ligger runt Lugna Gatan, norr om Norrleden och öster om järnvägen (Mälarbanan).
I Finnslätten finns de stora industrierna i Västerås: ABB, Enics, Quintus Technologies, Westinghouse, Northvolt och Hitachi Energy med flera. I centrala delen finns en restaurang. Vid södra infarten finns en bensinmack och en snabbmatsrestaurang.
Området avgränsas av Westinghouses bränslefabriks norra staket, Lugna Gatan norrut, Tillbergaleden söderut, Österleden, Norrleden och järnvägen.
Området gränsar i norr till Kvastbruket och ett skogsområde, i öster till ett skogsområde och Bjurhovda, i söder till Malmaberg och Haga och i väster till Stenby.

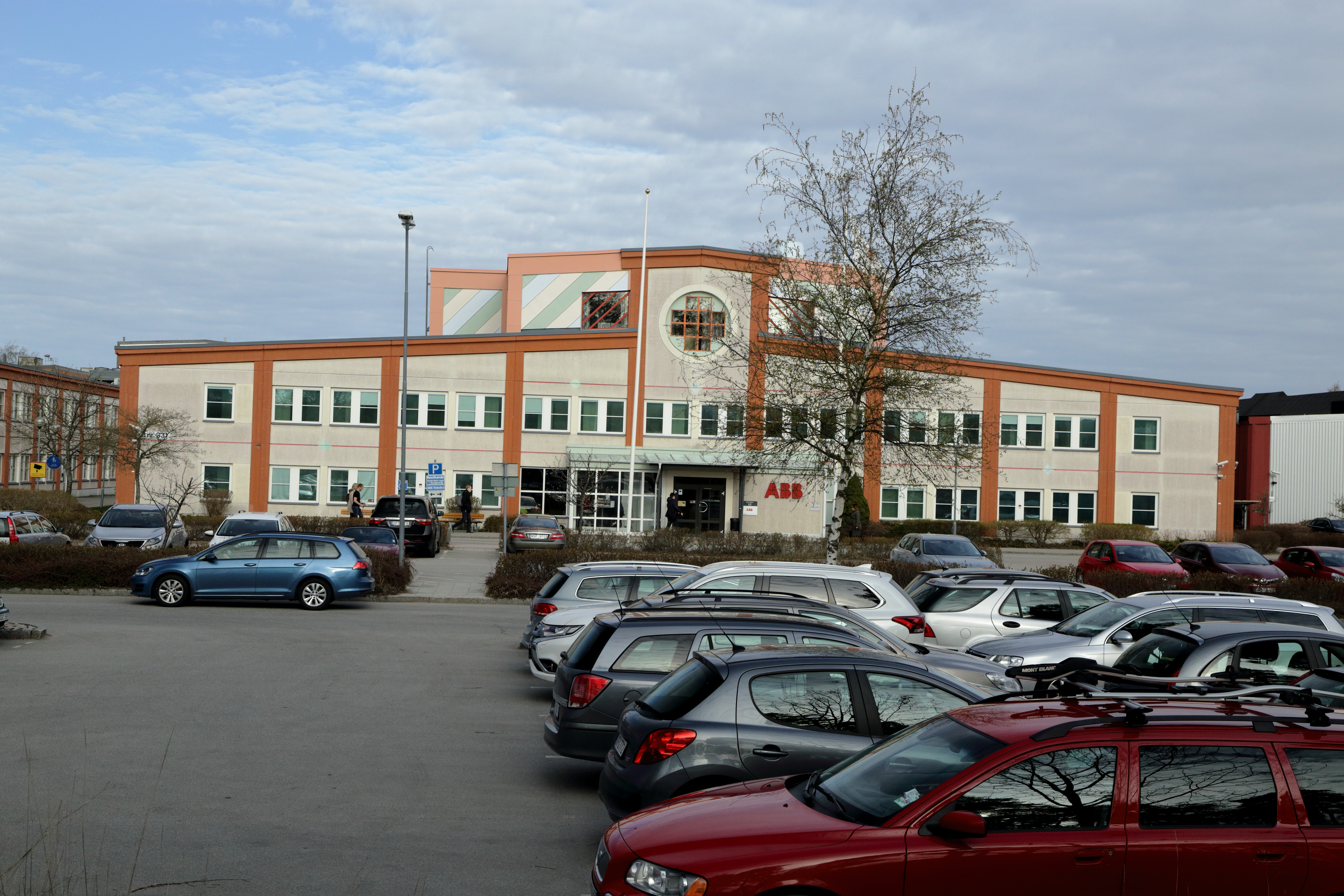
ABB Robotics produktionskontor
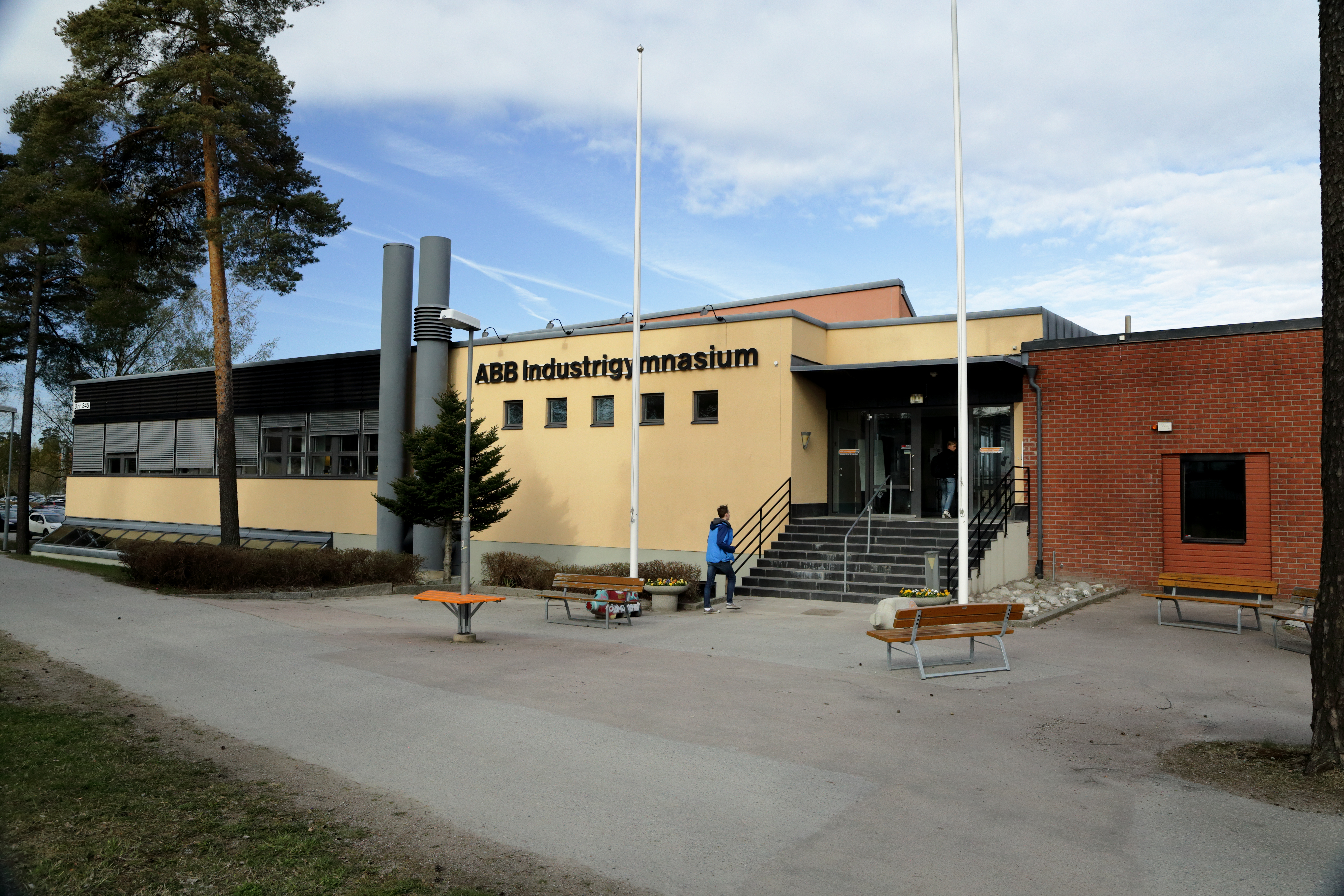
ABB Industrigymnasium i Västerås
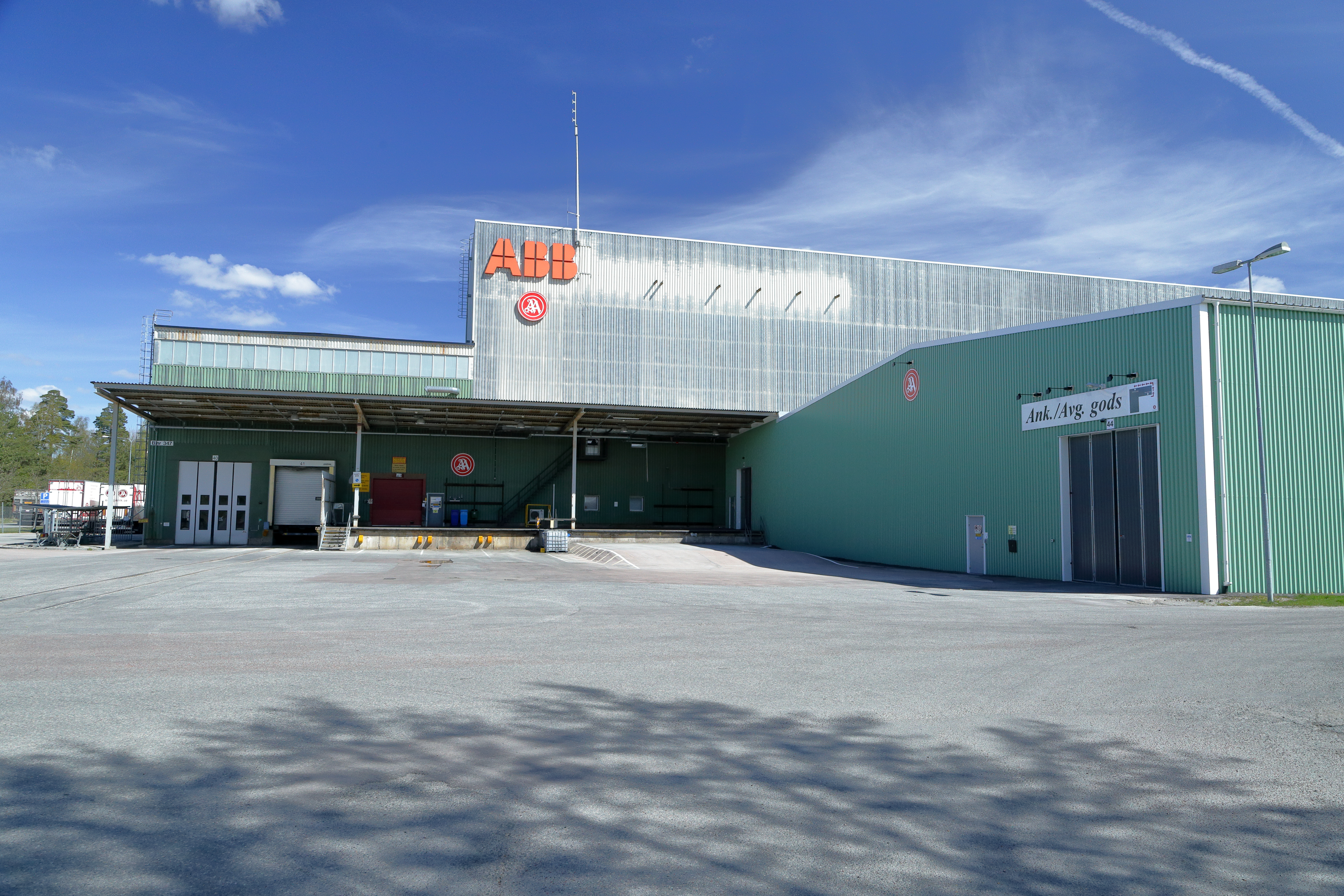
AA-Logistik i Västerås
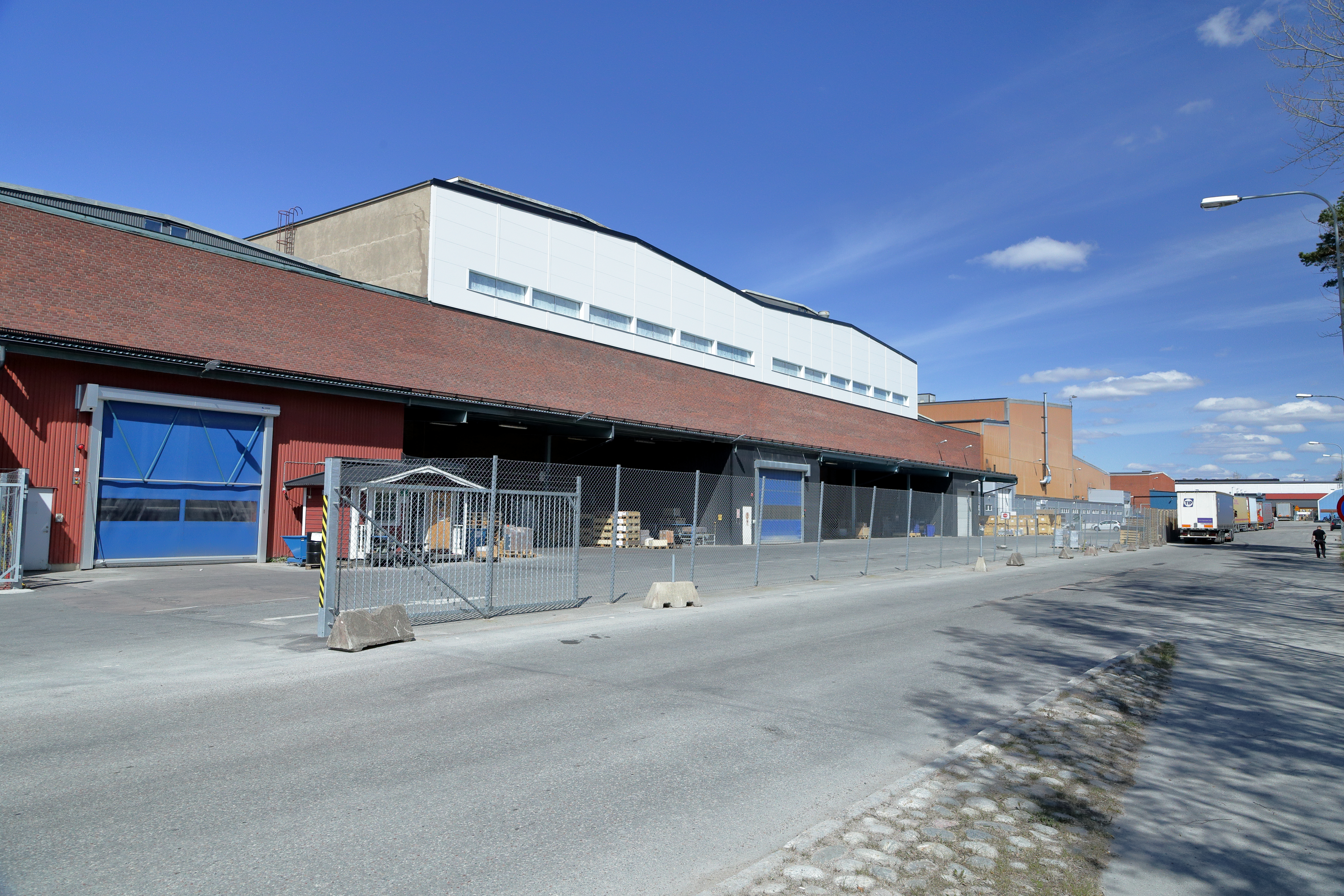
Bombardier Transportations produktionsverkstad i Västerås